# Australian Tour EP 2008
III the EP is een ep van de Amerikaanse band Mondo Generator. Het bevat een mix van zes nummers die live, akoestisch of in de studio zijn opgenomen. De liveopnamen zijn gemaakt met de bezetting van 2004.

## Tracklist
| nr. | titel                                   | duur  |
| --- | --------------------------------------- | ----- |
| 1   | Lie Detector                            | 4:20  |
| 2   | You Can't Put Your Arms Around a Memory | 3:00  |
| 3   | Autopilot (akoestisch)                  | 3:43  |
| 4   | Eccentric Man (live)                    | 4:23  |
| 5   | Unless I Can Kill (live)                | 1:58  |
| 6   | Simple Exploding Man (live)             | 13:24 |

- het nummer Lie Detector is eerder opgenomen voor het album Dead Planet
- het nummer You Can't Put Your Arms Around A Memory is een cover van Johnny Thunders.

## Bezetting
Lie Detector
- Nick Oliveri – zang, gitaar, basgitaar
- Ben Thomas – drum (niet toegeschreven)
- Ben Perrier – gitaar (niet toegeschreven)
- Mark Diamond – gitaar
- Hoss (incorrect toegeschreven als drum)

You Cant Put Your Arms Around a Memory
- Nick Oliveri – zang, gitaar

Autopilot
- Mark Lanegan – zang
- Nick Oliveri – gitaar, achtergrondzang
- Curly Jobson – gitaar

Eccentric Man (live)
- Nick Oliveri – zang, basgitaar
- Mark Diamond – gitaar
- Josh Lamar – drum

Opgenomen tijdens het Reading Festival 2004
Unless I Can Kill (live)
- Nick Oliveri – zang
- Dave Catching – gitaar
- Molly McGuire – basgitaar
- Brant Bjork – drum

Opgenomen in de Troubadour, Los Angeles 2003
Simple Exploding Man
- Nick Oliveri – zang
- Dave Catching – gitaar
- Molly McGuire – basgitaar
- Brant Bjork – drum

Opgenomen in de Troubadour, Los Angeles 2003